# Kinase

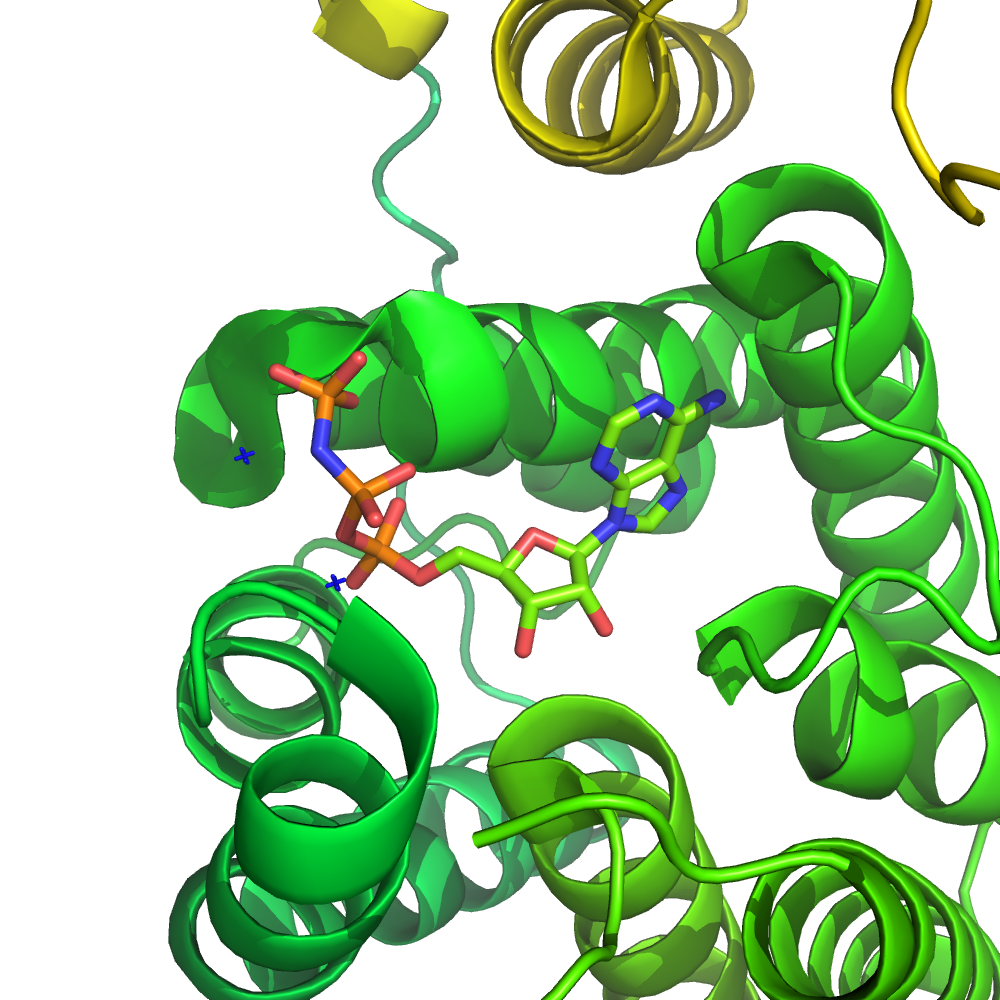
Dihydroxyacetone kinase trong phức hợp với một chất tương tự ATP không thủy phân (AMP-PNP). Tọa độ từ ID PDB: 1UN9.

Trong sinh hóa, kinase, một loại enzyme bổ sung nhóm photphat {\displaystyle {\ce {PO4^3-}}}vào các phân tử khác. Một số lượng lớn các kinase tồn tại, cung cấp phosphate đến các phân tử đích cụ thể. Quá trình này được gọi là quá trình phosphoryl hóa, trong đó chất nền thu được một nhóm phosphat và phân tử   ATP năng lượng cao tặng một nhóm phosphate. Phản ứng transesterification (hay còn gọi là phản ứng alcohol phân) này tạo ra chất nền phosphoryl hóa và ADP.
Ngược lại, nó được gọi là loại bỏ phosphoryl khi chất nền tạo phosphat hữu cơ tặng một nhóm phosphat và ADP thu được một nhóm phosphat (tạo ra chất nền khử phosphoryl và phân tử năng lượng cao ATP). Hai quá trình, phosphoryl hóa và khử phospho, xảy ra bốn lần trong quá trình đường phân.
Kinase là một phần của họ phosphotransferase (chất vận chuyển gốc phosphate) rộng hơn. Kinase không nên nhầm lẫn với phosphorylase, xúc tác cho việc thêm các nhóm phosphate vô cơ vào một chất nhận, cũng như với phosphatase (enzyme đóng vai trò gỡ bỏ gốc phosphate ra khỏi phân tử đích), loại bỏ các nhóm phosphat (khử phosphoryl).
Trạng thái phosphoryl hóa của một phân tử, cho dù đó là protein, lipid hay carbohydrate, có thể ảnh hưởng đến hoạt động, khả năng phản ứng và khả năng liên kết các phân tử khác của nó.
Do đó, kinase rất quan trọng trong chuyển hóa, tín hiệu tế bào, điều tiết protein (điều chế cộng hóa trị), vận chuyển tế bào, quá trình bài tiết và nhiều con đường tế bào khác, điều này làm cho chúng rất quan trọng đối với sinh lý của con người.

## Phân loại
Một trong các nhóm kinase lớn nhất là protein kinases, đóng vai trò tác động chỉnh sửa lên chức năng hoạt động của các protein. Chính vì thế chúng được dùng rất nhiều cho các quá trình truyền tín hiệu và điều khiển phức tạp của tế bào. Ở người, các nhà khoa học đã phát hiện ra 518 loại kinases khác nhau. Chính sự đa dạng về chủng loại và chức năng này tạo ra sự tập trung nghiên cứu trong bào chế thuốc.
Nhiều loại kinases tác động lên các substrate là các phân tử nhỏ như lipid, carbohydrate, amino axít, nucleotít...) bằng cách truyền tín hiệu hay kích hoạt chúng cho các phản ứng sinh hóa trong quá trình trao đổi chất.